# Achraf Baznani
Achraf Baznani je marokanski umjetnik, režiser i fotograf. Rođen je u Marakešu.

## Biografija
Baznani se počeo baviti fotografijom slučajno. Kao tinejdžer je dobio Kodak Ektra compact 250 kameru za rođendan. Baznani je samouk i nikada nije išao u školu za fotografe. Napravio je nekoliko kratkih filmova i dokumentaraca. Među njima su "Walk" iz 2006. i "The Forgotten" iz 2007. "The Immigrant" je 2007. godine dobio nekoliko nacionalnih i međunarodnih nagrada.
Baznani je najpoznatiji po tome što je prvi umjetnik u arapskom svijetu koji je objavio foto-knjigu na osnovu nestvarnih slika. Obe knjige, Iz Mog Objektiva i U Mojim Snovima su nestvarne. Baznani se postavlja unutar svojih fotografija svakodnevnih predmeta, scena i zabavnih situacija.
Kao dijete, Achraf Baznani je bio opsjednut filmovima s minijaturama i magijom. Dakle, kada je ovaj samouki fotograf počeo svoju fotografsku karijeru, on je odlučio da on ne želi da slika "normalne" fotografije i počeo se fokusirati na manipulaciju fotografija. Koristeći svoje misli, scena iz snova i stvari u koje on stvarno vjeruje ili brine o njima, Achraf je predmet u većini njegovih slika koji mu daje personalizirani dodir u nadrealni, sanjalački, i ironično svijet koji stvara.  Arhivirana inačica izvorne stranice od 20. srpnja 2015. (Wayback Machine)
U seriji, "Inside My Dreams," Achraf želi da ljudi prošire svoje vidike i razmisle kako se odražavaju nestvarnim slikama. "Gledatelji će pronaći ogledalo koje će odražavati sliku njhovih života i situacija koje se bave i problemima s kojima se svi moraju suočiti u stvarnom životu."
Njegovi radovi su predstavljeni u raznim časopisima širom svijeta kao što PicsArt, National Geographic, Mambo, Photo+, Amateur Photographer, Fotografe Melhor, Digital Photo magazine, Zoom magazine.
Tokom 2014. godine završio je "52 Projekt", svoju misiju koju je završio slikajući svaki tjedan godinu dana.

## Nagrade
- 2016.: International Prize Colosseo, Roma, Italy[6]
- 2016.: Kunst Heute Award, Deutschland[7][8]
- 2016.: Golden Orchid Grand Prize, USA
- 2016.: Golden Ribbon, Notindoor photography magazine contest, USA
- Merit in Sydney International Exhibition of Photography[9]
- Best in the show in Park Art Fair International[10]
- 1st Prize in B 2 zone art contest in Switzerland[11]

## Izložbe
- 2015: "Colour brust", PH21 Gallery, Budapesta, Hungary
- 2015: Park Art Fair International 2015, Triberg, Njemačka
- 2015: Gallery Globe, Adisson, Texas, USA
- 2015: Digital Private Exhibition Louvre Museum, Paris, France[12]
- 2015: My Small World, Solo Exhibition, Marrakesh, Morocco[13]
- 2016: International Surrealism Now, Coimbra, Portugal[14]
- 2016: Park Art Fair International 2016, Triberg, Germany
- 2016: Männer, Gräfelfing, Germany[15]
- 2016: Inside my Dreams, Solo Exhibition, Rabat, Morocco[16]
- 2017: Artmuc, Munich, Njemačka
- 2017: Fine Art, Blank Art Gallery, Athenes, Grčka
- 2017: Nordart, Njemačka
- 2017: Biennale di Peschiera del Garda

## Artbook
- 2014: Through my lens, ISBN 1-50279338-5
- 2014: Inside my dreams, ISBN 978-1-50285658-6
- 2016: I AM, ISBN 978-1-51232161-6
- 2018: Achraf Baznani, Surreal Stories, ISBN 978-8827577745

## Vanjske poveznice
- Službene stranice
- IMDb profil